# Abbas Kiarostami
Abbas Kiarostami (Perzisch: عباس کیارستمی ; Teheran, 22 juni 1940 – Parijs, 4 juli 2016) was een Iraanse filmmaker.

## Levensloop
Kiarostami studeerde grafische vormgeving en schilderkunst aan de universiteit van Teheran. Na zijn studie werkte hij in de jaren '60 in de reclamewereld als ontwerper en illustrator. In die periode was hij ook actief als kinderboekenillustrator.
In 1969 werd hem gevraagd om binnen het Teheran Centrum voor Jeugdontwikkeling een filmafdeling op te zetten. Bij deze instelling begon Kiarostami met het regisseren en schrijven van films en documentaires. Hoewel hij zijn eerste korte film in 1970 produceerde, werden zijn films pas in de jaren '90 voor het eerst buiten Iran vertoond, beginnende met En het leven gaat door in 1991 en Doorheen de olijfbomen in 1994. In 1997 won hij een Gouden Palm op het Filmfestival van Cannes voor zijn negende film De smaak van kersen. Zijn volgende film De wind zal ons meenemen uit 1999 kreeg de Zilveren Leeuw op het Filmfestival van Venetië. Veel van zijn films laten zich mede kenmerken door vermenging van fictie en werkelijkheid, een documentaireachtige sfeer, en een poëtische, langzame vertelstijl.
Kiarostami gold als een belangrijk regisseur. Mederegisseur Akira Kurosawa zag hem als de opvolger van Satyajit Ray, en Jean-Luc Godard zei eens dat "Film begint met D.W. Griffith en eindigt met Abbas Kiarostami".

## Selectieve filmografie (speelfilms)
- 1974 · Mossafer (Reiziger)
- 1987 · Khane-ye Doust Kodjast? (Waar is het huis van mijn vriend/liefde?)
- 1990 · Nema-ye Nazdik (Close-up)
- 1991 · Zendegi va Digar Hich (En het leven Gaat door)
- 1994 · Zir-e derakhtān zeytoun (Doorheen de olijfbomen)
- 1997 · Ta'm e Guilass (De smaak van kersen)
- 1999 · Bad Ma Ra Khahad Bord (De wind zal ons meenemen)
- 2002 · Dah (10)
- 2005 · Tickets
- 2010 · Copie Conforme
- 2012 · Like Someone In Love
- 2017 . 24 Frames